# Carlijn Schoutensová
Carlijn Schoutensová (* 12. prosince 1994 Trenton, New Jersey) je bývalá americko-nizozemská rychlobruslařka.
Narodila se v USA nizozemským rodičům, kteří tam byli na studijním pobytu. V Nizozemsku se v dětství začala věnovat rychlobruslení, startovala v místních závodech a šampionátech. V roce 2013 se představila ve Světovém poháru juniorů. Od roku 2014 reprezentovala díky svému americkému pasu Spojené státy. Začala závodit ve Světovém poháru, v roce 2017 poprvé startovala na Mistrovství světa. Na Zimních olympijských hrách 2018 se v závodě na 3000 m umístila na 22. místě, na trati 5000 m byla jedenáctá a ve stíhacím závodě družstev získala bronzovou medaili. Po sezóně 2018/2019 ukončila závodní kariéru.